# Kołowo
Kołowo (deutsch Kolow) ist ein Dorf in der Landgemeinde (Gmina) Stare Czarnowo (Neumark) im Powiat Gryfiński der polnischen Woiwodschaft Westpommern.

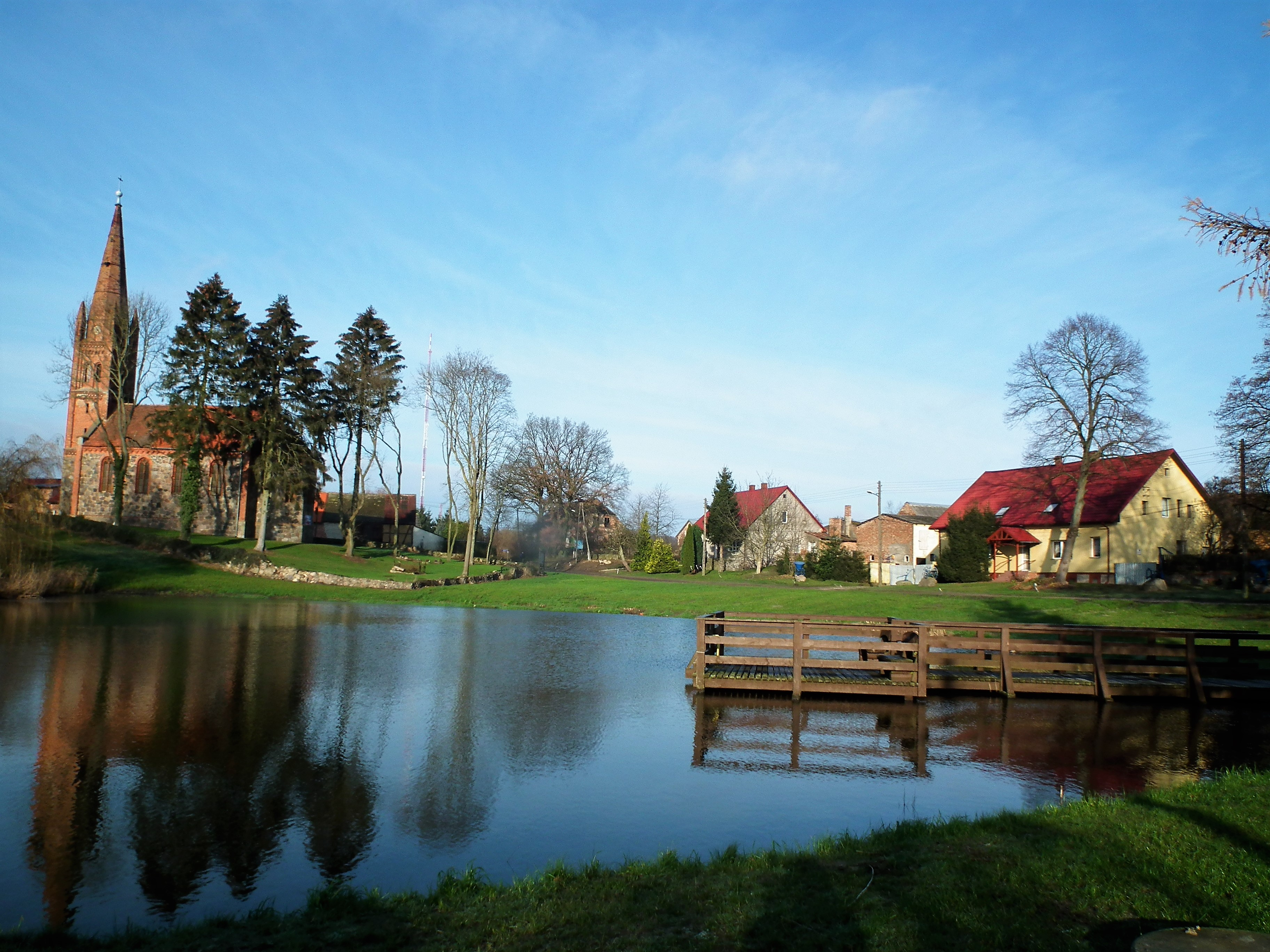
Dorfzentrum mit der Kirche, bis 1945 Gotteshaus der evangelischen Gemeinde Kolow

 (Aufnahme 2017)

## Geographie
Das Kirchdorf liegt in Hinterpommern, zwischen Oder und Madüesee (poln. Jezioro Miedwie), etwa 15 Kilometer nordöstlich der Stadt Greifenhagen und zehn Kilometer nordwestlich des Dorfs Kołbacz (Kolbatz).

## Geschichte

Kolow (Colow) südsüdöstlich des Stettiner Haffs und der Stadt Altdamm (Damme), westlich des Madüsees (Madui Lacus) und westlich des Dorfs Kolbatz auf der Lubinschen Karte von 1618 (Ausschnitt)

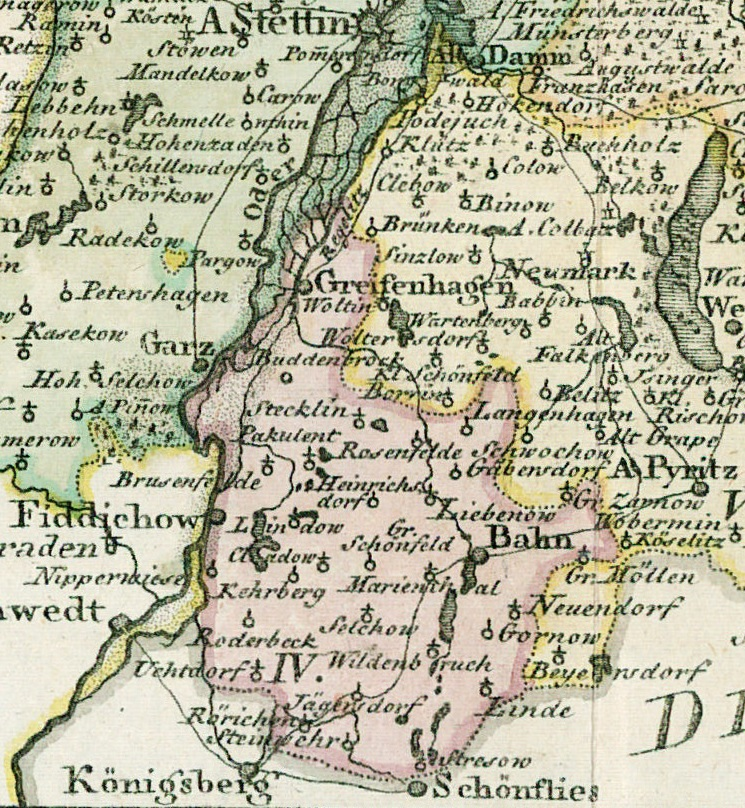
Kolow (Colow) nordöstlich von Greifenhagen auf einer Landkarte vom Ende des 18. Jahrhunderts

In einer Urkunde von 1226 bestätigte der minderjährige, von seiner Mutter vertretene Herzog Barnim I. dem Kloster Kolbatz den Besitz der Dörfer Belkow (früher Nytzenaw genannt), Colow, Tribus, Reckow, Jeseritz, Selow, Prilup und Broda (später der Pass Berkenbrode, Ortsteil von Groß Schönfeld).
In der Dorfkirche von Kolow hat der 43ste und letzte Abt des Klosters Kolbatz, Bartholomäus Schobbe oder Schuppe, seine Grabstätte. Er wurde im Jahr 1534 gewählt, konvertierte später zur Lehre Martin Luthers und gründete eine Familie. Bei der Säkularisierung des Klosters erhielt er als Abfindung auf seine wie auch auf seiner Frau Lebenszeit das Dorf Kolow.
Im Jahr 1945 gehörte Kolow zum Landkreis Greifenhagen im Regierungsbezirk Stettin der preußischen Provinz Pommern des Deutschen Reichs. Die Ortschaft war dem Amtsbezirk Sinzlow zugeordnet. 
Gegen Ende des Zweiten Weltkriegs wurde die Region von der Roten Armee besetzt. Nach Einstellung der Kampfhandlungen wurde Kolow mit ganz Hinterpommern  – militärische Sperrgebiete ausgenommen – seitens der sowjetischen Besatzungsmacht der Volksrepublik Polen zur Verwaltung überlassen. Es begann danach schon die Zuwanderung von Polen. Der Ortsname wurde zu „Kołowo“ polonisiert. In der Folgezeit wurde die einheimische Bevölkerung von der polnischen Administration aus Kolow vertrieben.

### Demographie
| Jahr | Einwohner | Anmerkungen                                                               |
| ---- | --------- | ------------------------------------------------------------------------- |
| 1782 | —         | 18 Feuerstellen (Haushaltungen)                                           |
| 1818 | 140       | [ 6 ] [ 7 ]                                                               |
| 1852 | 288       | [ 8 ]                                                                     |
| 1864 | 316       | am 3. Dezember, auf einer Gemarkungsfläche von 2143 Morgen                |
| 1867 | 327       | am 3. Dezember                                                            |
| 1871 | 323       | am 1. Dezember, in 34 Wohngebäuden; davon 318 Evangelische und fünf Juden |
| 1910 | 199       | am 1. Dezember, Gutsbezirk                                                |
| 1925 | 229       | darunter 221 Evangelische und acht Personen unbekannter Konfession        |
| 1933 | 226       | [ 14 ]                                                                    |
| 1939 | 226       | [ 14 ]                                                                    |

### Kirchspiel
Das evangelische Kirchspiel gehörte vor 1945 zur Synode Greifenhagen.